# Manchester (vrachtwagenmerk)
Manchester is een voormalig vrachtwagenmerk uit Engeland.
Het merk Manchester werd opgericht in 1920 in de stad Crossley. Het bedrijf maakte in eerste instantie alleen vrachtwagens voor het bedrijf Willy's Overhand. In 1926 kwam de eerste bakwagen met 25 ton laadvermogen uit op de gewone markt. In 1930 kwam er ook nog een bakwagen uit met 30 ton laadvermogen. In 1933 sloot het bedrijf na een brand definitief de deuren.